# Kommando Sonne-nmilch
Kommando Sonne-nmilch est un groupe de punk rock allemand, originaire de Hambourg.

## Histoire
Kommando Sonne-nmilch est fondé en 1998 comme un projet de studio par Jens Rachut (Oma Hans) et Brezel Göring (Stereo Total) sous les pseudonymes de Hartmut Jawuräk et Bernhard Schlauch. Ils enregistrent en Norvège le premier album Denk doch mal an deine Familie (réédité ensuite sous le nom de Häßlich und neu). L'album est sorti par le label indépendant Schiffen avec lequel Rachut avait déjà sorti les albums de ses autres groupes Angeschissen, Blumen am Arsch der Hölle, Dackelblut et Oma Hans. Tom Holliston, guitariste de Nomeansno, et le groupe de punk hardcore Kurt prennent part à l'album. Les membres tiennent un anonymat en apparaissant masqués dans l'album comme en première partie de Stereo Total.
Après la dissolution d'Oma Hans en 2006, Kommando Sonne-nmilch devient le groupe principal de Jens Rachut. Il intègre Andreas Ness, guitariste de l'ancien groupe, et Stephan Mahler, ancien membre de Slime. Les actrices Karin de Boer et Yvon Jansen deviennent des choristes. En 2007, l'album Jamaica paraît chez Buback et Major Label. Suit en 2008 Scheiße, nicht schon wieder Bernstein album de huit titres édité à mille exemplaires.
Après le concert du 1er décembre 2013 au Hafenklang à Hambourg, le groupe se sépare.

## Discographie
- 1999 : Denk doch mal an deine Familie..., (CD, Schiffen, réédité sous le nom de  Häßlich & Neu CD/LP chez Major Label)
- 2003 : Der Specht baut keine Häuser mehr (2LP/CD, Sounds of Subterrania!)
- 2007 : Jamaica (LP/CD, Buback/Major Label)
- 2008 : Scheisse, nicht schon wieder Bernstein (LP/CD, Major Label)
- 2010 : Pfingsten (LP/CD, Major Label)
- 2013 : YOU PAY I FUCK (LP/CD, Major Label)

## Source de la traduction
- (de) Cet article est partiellement ou en totalité issu de l’article de Wikipédia en allemand intitulé « Kommando Sonne-nmilch » (voir la liste des auteurs).